# Economidichthys pygmaeus
Economidichthys pygmaeus је зракоперка из реда Perciformes.

## Угроженост
Ова врста је наведена као последња брига, јер има широко распрострањење и честа је врста.

## Распрострањење
Врста је присутна у Грчкој и Албанији.

## Станиште
Станишта врсте су језера и језерски екосистеми, речни екосистеми и слатководна подручја.